# 彼得桂脂鯉屬
彼得桂脂鯉屬為輻鰭魚綱脂鯉目脂鯉亞目鮭脂鯉科的其中一属。

## 下属物种
- 彼得桂脂鯉(Petersius conserialis)

## 扩展阅读
維基物種上的相關：彼得桂脂鯉屬